# Grundwanze
Die Grundwanze (Aphelocheirus aestivalis), aus der Familie der Grundwanzen (Aphelochiridae), gehört zur Ordnung der Wanzen (Heteroptera) innerhalb der Teilordnung der Wasserwanzen (Nepomorpha). Sie lebt ausschließlich aquatisch und führt eine verborgene Lebensweise am Grund von Gewässern in bis zu mehreren Metern Tiefe.

## Verbreitung und Lebensraum
Die Grundwanze ist ausschließlich in der Alten Welt beheimatet. Sie ist in ganz Europa verbreitet, im Mittelmeerraum nur am Nordrand. Nach Osten kommt sie über Kleinasien bis zum Kaspischen Meer vor. In Deutschland ist sie überall häufig. Auch in Österreich ist sie möglicherweise weiter verbreitet als die bisherigen spärlichen Funde vermuten lassen. Aufgrund ihrer verborgenen Lebensweise wurde die Art wahrscheinlich vielfach übersehen. In Deutschland kommt sie auch in größeren Flüssen wie Weser, Spree, Rhein, Sieg, Nahe, Main, Neckar und Donau vor.
Die Wanze lebt am Grund von sauberen, sauerstoffreichen Bächen und Flüssen mit geringem Pflanzenbewuchs, seltener in Seen bis zu einer Tiefe von 6 Metern. Sie wühlt sich in feine Kiesschichten oder sandig lockeren Boden ein oder wandert am Grund umher. Sie schwimmt selten.

## Merkmale
Die Tiere werden zwischen 8,2 und 11 Millimeter groß. Der Körper ist kurz-oval und ungewöhnlich abgeplattet. Die Körperoberfläche ist dunkel, meist schwarz-braun gefärbt, zuweilen gefleckt. Der gesamte Körper trägt eine feine Behaarung. Der Kopf ist dreieckig. Punktaugen (Ocelli) fehlen. Der Stechrüssel (Rostrum) ist viel länger als bei allen anderen Wasserwanzen und reicht bis zu den Hüften (Coxae) des dritten Beinpaares. Das Schildchen (Scutellum) ist klein.
Die Vorderbeine sind im Gegensatz zu den eng verwandten Schwimmwanzen (Naucoridae) nicht als Fangbeine entwickelt. Auch sind die Hinterbeine nicht wie bei vielen anderen aquatisch lebenden Wanzenarten als typische Schwimmbeine ausgebildet. Der Haarbesatz ist vergleichsweise gering. In der Regel sind die Individuen der Art kurzflügelig (brachypter). Die Deckflügel (Hemielytren) sind meist zu kurzen Schuppen reduziert, die höchstens bis auf das zweite Hinterleibssegment reichen. Die Hinterflügel sind fast vollkommen zurückgebildet. Aus diesem Grund ist der Hinterleibsrücken stärker verhärtet (chitinisiert) als bei vollgeflügelten Insekten. Langflügelige (makroptere), flugfähige Tiere sind selten zu beobachten. Deren Entwicklung soll durch Sauerstoffmangel begünstigt werden.

## Atmung
Die Sauerstoffaufnahme erfolgt durch sogenannte Plastronatmung, das heißt, dass eine dünne Luftschicht, die den Körper in Hohlräumen am Brustabschnitt und unter den Deckflügeln umgibt und von feinen wasserabweisenden (hydrophoben) Härchen gehalten wird. Sie liegt über den Atemöffnungen (Stigmen). Der Gasaustausch erfolgt nach dem Prinzip der physikalischen Kieme. Der Sauerstoff der Luftschicht diffundiert aus dem Wasser in diese hinein, nicht über die Haut in das Tier selbst. Die Plastronatmung erlaubt es diesen Wanzen zeitlebens untergetaucht zu bleiben. Der im Wasser gelöste Sauerstoff kann direkt genutzt werden kann, anders als bei den meisten übrigen Wasserwanzen, die zur Atmung an die Wasseroberfläche schwimmen müssen. Auch die Eier und älteren Larven der Grundwanzen besitzen ein Plastron. Die jungen Larvenstadien nehmen dagegen den Sauerstoff direkt über die Körperoberfläche auf. Die Tiere benötigen sauerstoffreiches Wasser, wie es in lebhaft strömenden Gewässern vorhanden ist.

## Ernährung
Die Grundwanze ernährt sich räuberisch von im Wasser lebenden Gliederfüßern und Weichtieren: Köcherfliegen-, Zuckmücken-, Steinfliegen-, Eintagsfliegen-, Libellenlarven und Wasserschnecken. Kleine Muscheln wie Kugelmuscheln (Cyclas) oder Erbsenmuscheln (Pisidium) werden mit dem langen Rüssel, den die Wanze in den Schalenspalt schiebt, ausgesaugt. An der Rüsselspitze befinden sich Chemorezeptoren, mit deren Hilfe die Beute aufgespürt wird.

## Fortpflanzung und Entwicklung
Im Jahresverlauf, auch im Winter, sind alle Entwicklungsstadien nebeneinander anzutreffen. Paarung und Eiablage erfolgen im Frühjahr und im Sommerhalbjahr. Bei der Paarung (Kopula) wird das männliche Sperma nicht direkt in den Samenbehälter des Weibchens gebracht, sondern in Form eines Samenträgers (Spermatophore) in der Vaginaltasche des Weibchens deponiert. Diese Form der Begattung kommt so nur noch bei den Micronectinae, einer Unterfamilie der Ruderwanzen (Corixidae), vor. Nach erfolgter Kopula klebt das Weibchen die befruchteten Eier an Muschelschalen oder auch an Zweigstückchen von Wasserpflanzen an. Die aus den Eiern schlüpfenden Larven durchlaufen fünf, durch Häutungen getrennte Larvenstadien.

## Referenzen
- K. H. C. Jordan: Wasserwanzen. Die Neue Brehm-Bücherei, Leipzig, 1950.
- E. Wachmann, A. Melber & J. Deckert: Wanzen. Band 1: Neubearbeitung der Wanzen Deutschlands, Österreichs und der deutschsprachigen Schweiz, Goecke & Evers, Keltern, 2006, S. 49–50. ISBN 3-931374-49-1